# Pedro Raúl Villagra Delgado

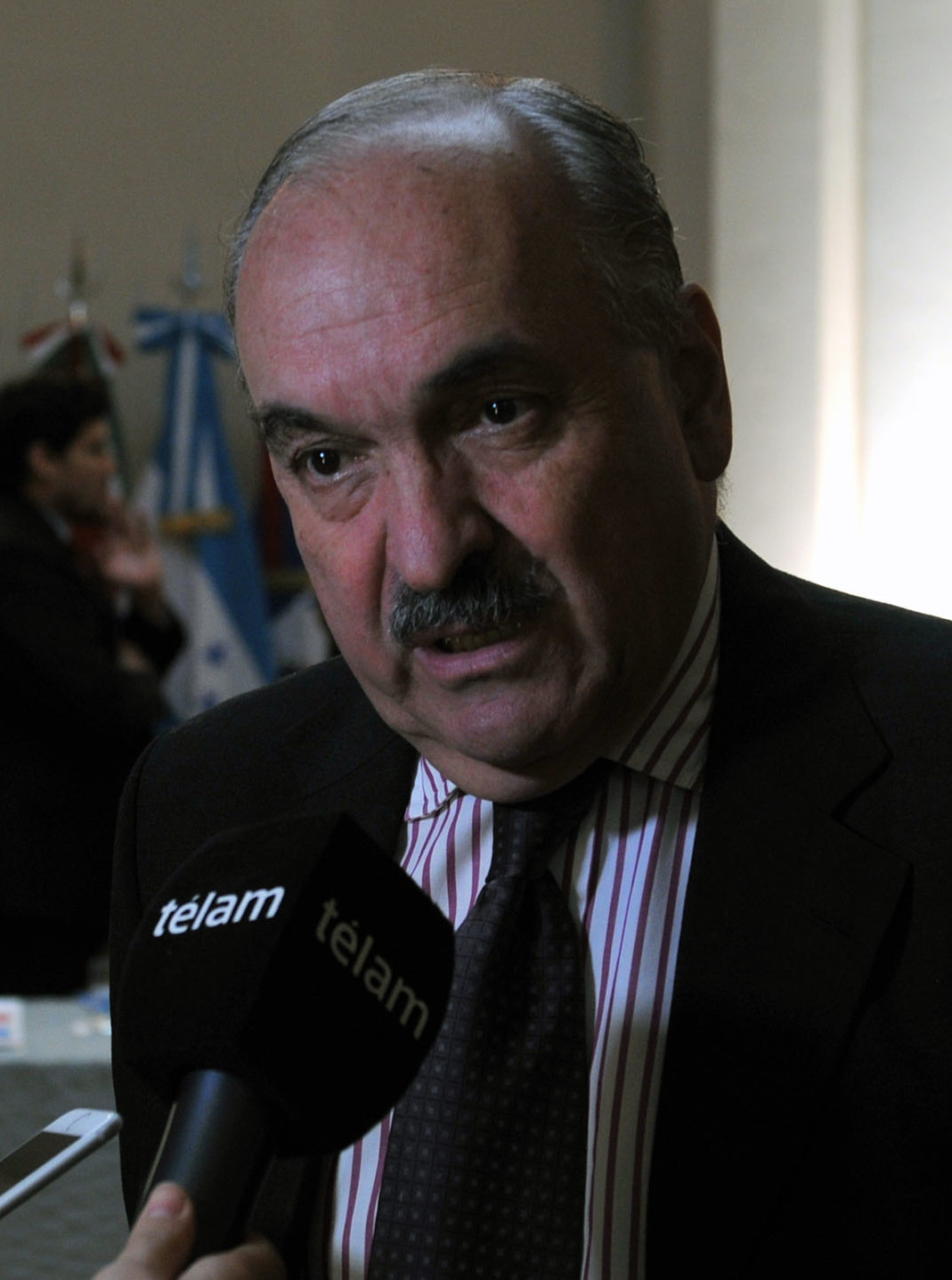
Pedro Raúl Villagra Delgado, 2017

Pedro Raúl Villagra Delgado (* 27. September 1952 in San Miguel de Tucumán) ist ein argentinischer Diplomat.

## Leben
Er studierte bis 1974 Rechtswissenschaften an der Nationalen Universität Tucumán. 1977 absolvierte er eine Ausbildung am Institut des argentinischen Auswärtigen Dienstes. Außerdem erwarb er 1994 am King’s College London einen Masterabschluss in Völkerrecht. Er war von 1980 bis 1988 für die Ständige Vertretung seines Landes bei den Vereinten Nationen tätig. Ab 1988 arbeitete er im argentinischen Außenministerium. in Buenos Aires. Von 1992 bis 1996 wirkte er als argentinischer Generalkonsul in London im Vereinigten Königreich. Delgado kehrte dann nach Argentinien zurück und war in verschiedenen Funktionen im Außenministerium tätig.
Er lehrte außerdem Internationales Recht an der Universität Buenos Aires.
Von 2005 bis 2016 war er argentinischer Botschafter in Australien. Zugleich war er ab 2007 als Botschafter auch auf Fidschi und ab 2014 auch in Papua-Neuguinea akkreditiert. 2016 leitete er zunächst das Büro des argentinischen Außenministers und wurde im Dezember 2016 stellvertretender Außenminister. Dieses Amt versah er bis 2017. In den Jahren 2017 bis 2019 war er Chefunterhändler Argentiniens bei den G20-Gipfeln in Hamburg, Buenos Aires und Osaka. Ab dem 11. September 2019 war er als Botschafter seines Landes in Deutschland akkreditiert. Dieses Amt legte er am 17. September 2022 nieder und trat in den Ruhestand.